# Furkan Zorba
Furkan Zorba (* 25. Februar 1998 in Rüsselsheim am Main) ist ein türkisch-deutscher Fußballspieler. Der Innenverteidiger ist aktuell vereinslos.

## Karriere

### Vereine
Zorba wechselte 2009 in das Nachwuchsleistungszentrum von Eintracht Frankfurt. Am 18. August 2016 unterzeichnete er bei der Eintracht seinen ersten Profivertrag. In der Saison 2016/17 stand Zorba im Kader der Profis, kam jedoch bei keinem Bundesliga-Spiel zum Einsatz.
Zur Spielzeit 2017/18 wechselte Zorba zum Drittligisten VfL Osnabrück, bei dem er einen Zweijahresvertrag unterschrieb. Am 21. Juli 2017 debütierte er beim 2:2 gegen den Karlsruher SC in der 3. Liga. Als Meister der Saison 2018/19 stieg Zorba mit dem VfL in die 2. Bundesliga auf, sein zum Saisonende auslaufender Vertrag wurde jedoch nicht verlängert.
Zur Saison 2019/20 schloss sich Zorba dem Regionalliga-Aufsteiger Türkgücü München an.

### Nationalmannschaft
Zorba kam Anfang Februar 2017 bei zwei Spielen der türkischen gegen die griechische U19-Nationalmannschaft zum Einsatz.

## Erfolge
VfL Osnabrück
- Meister der 3. Liga und Aufstieg in die 2. Bundesliga: 2019